# 圣罗芒 (伊泽尔省)
圣罗芒（法語：Saint-Romans，法語發音：[sɛ̃ ʁɔmɑ̃]）是法国伊泽尔省的一个市镇，位于该省西部，属于格勒诺布尔区。

## 地理
圣罗芒（45°6'57"N, 5°19'37"E）面积17.04 平方千米，位于法国奥弗涅-罗讷-阿尔卑斯大区伊泽尔省，该省份为法国东南部内陆省份，北起顺时针与安省、萨瓦省、上阿尔卑斯省、德龙省、阿尔代什省、卢瓦尔省和罗讷省。
与圣罗芒接壤的市镇（或旧市镇、城区）包括：鲁瓦扬地区博瓦尔、沙特、普雷勒、鲁瓦扬地区圣安德烈、圣瑞斯特德克莱、圣索沃尔、拉索讷。

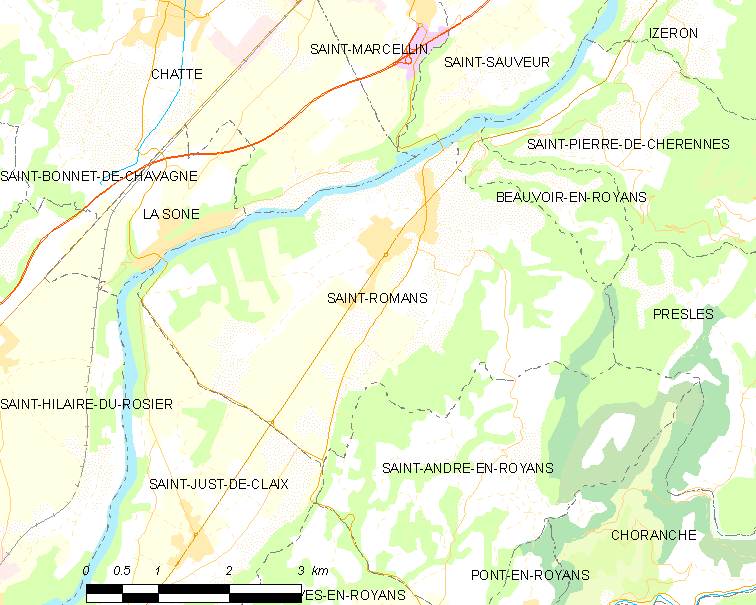
的OSM定位图

圣罗芒的时区为UTC+01:00、UTC+02:00（夏令时）。

## 行政
圣罗芒的邮政编码为38160，INSEE市镇编码为38453。

## 政治
圣罗芒所属的省级选区为南格雷西沃当县。

## 人口

1962-2008年间人口变化图示

圣罗芒于2022年1月1日时的人口数量为1849人。

## 友好城市
- 義大利罗卡塞卡代沃尔希 2003年